# Matt Marriott
Matt Marriott is een Britse stripreeks van Red Taylor (tekst) en Tony Weare (tekeningen). Deze dagstrip verscheen vanaf 1955 in de Evening News. Al na het eerste verhaal werd schrijver Red Taylor vervangen door James Edgar. De reeks werd stopgezet in 1977 na het overlijden van Tony Weare. Tekenaar Harry Bishop (Gun Law) werkte dit laatste verhaal nog af.

## Inhoud
Matt Marriott is marshall in Dodge City, Kansas. Daar heerst de wet van het wilde westen. Hij wordt geholpen door dokter 'Doc' Lester.